# كرايغ واين بويد
كرايغ واين بويد (بالإنجليزية: Craig Wayne Boyd)‏ هو كاتب أغاني ومغني أمريكي، ولد في 1978 في مسكيت في الولايات المتحدة.

## وصلات خارجية
- الموقع الرسمي
- كرايغ واين بويد على موقع ميوزك برينز (الإنجليزية)